# Duy Hưng
Nguyễn Duy Hưng (sinh ngày 15 tháng 8 năm 1989 tại Hà Nội) là một nam diễn viên truyền hình và sân khấu người Việt Nam. Anh được biết đến qua các bộ phim truyền hình Mùa hoa tìm lại, Phố trong làng, Người một nhà, Độc đạo.

## Tiểu sử và sự nghiệp
Duy Hưng sinh ngày 15 tháng 8 năm 1989 tại Hà Nội. Anh từng tốt nghiệp trường Cao đẳng Nghệ thuật Hà Nội vào năm 2014 và từng có thời gian đầu quân cho Nhà hát Kịch Hà Nội từ năm 2014 đến năm 2018. Năm 2017, anh lần đầu chạm ngõ màn ảnh khi vào vai phụ Hoàng "mặt sắt" trong bộ phim Người phán xử. Năm 2021, Duy Hưng vào vai Nguyễn Bá Đồng trong bộ phim Mùa hoa tìm lại, đánh dấu lần đầu tiên vào vai một người lương thiện sau những vai diễn giang hồ bặm trợn, mưu mô, thủ đoạn. Năm 2024, đánh dấu năm thành công nhất trong sự nghiệp của Duy Hưng khi giành được giải thưởng Cánh diều Vàng 2024 ở hạng mục nam diễn viên chính xuất sắc phim truyện truyền hình với vai diễn Nguyễn Văn Trí trong bộ phim Người một nhà. Cùng năm này, anh vào vai Lê Khương trong bộ phim Độc đạo và chiếm được tình cảm của khán giả.

## Đời tư
Duy Hưng kết hôn với Huyền Nguyễn vào năm 2019. Cả hai người đã có với nhau một cậu con trai.

## Danh sách tác phẩm

### Phim truyền hình
| Năm  | Phim              | Kênh      | Vai                     | Vai trò   | Đạo diễn                                           | Nguồn                |
| ---- | ----------------- | --------- | ----------------------- | --------- | -------------------------------------------------- | -------------------- |
| 2017 | Người phán xử     | VTV3      | Hoàng "mặt sắt"         | Vai phụ   | Nguyễn Khải Anh, Nguyễn Mai Hiền, Nguyễn Danh Dũng | [ 16 ] [ 17 ] [ 18 ] |
| 2018 | Quỳnh búp bê      | VTV1/VTV3 | Nghĩa "bảo kê"          | Vai phụ   | Mai Hồng Phong                                     | [ 19 ] [ 20 ]        |
| 2019 | Mê cung           | VTV3      | Việt "Sói"              | Vai phụ   | Nguyễn Khải Anh                                    | [ 21 ] [ 22 ]        |
| 2019 | Sinh tử           | VTV1      | Đại úy Nguyễn Đức Cường | Vai phụ   | Nguyễn Khải Hưng, Nguyễn Mai Hiền                  |                      |
| 2020 | Nhà trọ Balanha   | VTV3      | Tấn                     | Vai phụ   | Nguyễn Khải Anh                                    |                      |
| 2020 | Hồ sơ cá sấu      | VTV3      | Đạo "đá"                | Vai phụ   | Nguyễn Mai Hiền                                    |                      |
| 2021 | Mùa hoa tìm lại   | VTV3      | Nguyễn Bá Đồng          | Vai chính | Vũ Minh Trí                                        | [ 23 ] [ 7 ] [ 24 ]  |
| 2021 | Phố trong làng    | VTV1      | Dương Công Hiếu         | Vai chính | Nguyễn Mai Hiền                                    | [ 25 ] [ 26 ] [ 27 ] |
| 2022 | Gara hạnh phúc    | VTV3      | Nguyễn Thành Trung      | Vai chính | Bùi Quốc Việt                                      | [ 28 ] [ 29 ] [ 30 ] |
| 2023 | Làng trong phố    | VTV1      | Dương Công Hiếu         | Vai chính | Nguyễn Mai Hiền                                    | [ 31 ] [ 32 ] [ 33 ] |
| 2024 | Người một nhà     | VTV3      | Nguyễn Văn Trí          | Vai chính | Trịnh Lê Phong                                     | [ 34 ] [ 35 ] [ 36 ] |
| 2024 | Độc đạo           | VTV3      | Lê Khương               | Vai chính | Phạm Gia Phương, Trần Trọng Khôi                   | [ 37 ] [ 38 ] [ 39 ] |
| 2025 | Dịu dàng màu nắng | VTV1      | Mai Xuân Bắc            | Vai chính | Bùi Quốc Việt                                      | [ 40 ]               |

### Kịch
| Năm  | Vở kịch                     | Vai diễn      |
| ---- | --------------------------- | ------------- |
| 2014 | Những người con Hà Nội      | Lính Pháp     |
| 2015 | Bỉ vỏ                       | Quan Tây      |
| 2016 | Vùng lạnh                   | Phú "Sẹo"     |
| 2017 | Mảnh đất lắm người nhiều ma | Thằng soi đèn |
| 2018 | Ngôi nhà trong thành phố    | Anh phe vé    |

## Giải thưởng và đề cử
| Lễ trao giải   | Năm  | Hạng mục                                      | Tác phẩm đề cử | Kết quả   | Nguồn                |
| -------------- | ---- | --------------------------------------------- | -------------- | --------- | -------------------- |
| Cánh Diều Vàng | 2024 | Nam diễn viên chính xuất sắc phim truyền hình | Người một nhà  | Đoạt giải | [ 41 ] [ 42 ] [ 43 ] |
| Ấn tượng VTV   | 2024 | Nam diễn viên Ấn tượng                        | Người một nhà  | Đoạt giải | [ 44 ] [ 45 ] [ 46 ] |
| Ấn tượng VTV   | 2024 | Nam diễn viên Ấn tượng                        | Độc đạo        | Đoạt giải | [ 44 ] [ 45 ] [ 46 ] |